# Ben Buckley
Ben Buckley, właśc. Benjamin Buckley (ur. 29 czerwca 1967) – australijski futbolista i przedsiębiorca, od 2006 sekretarz generalny Football Federation Australia (FFA).

## Życiorys

### Kariera sportowa
Występował w Australian Football League na pozycji obrońcy; łącznie rozegrał 74 spotkania (w latach 1986–1993). Reprezentował barwy klubu North Melbourne Football Club. Od 1990 do 1992 był wicekapitanem zespołu.

### Kariera zawodowa
Od 1994 pracował dla Nike Inc. jako dyrektor marketingu, początkowo w Japonii, później objął tę samą funkcję w Australii.
W latach 1996–1999 pełnił funkcje dyrektora generalnego i wiceprezydenta firmy EA Sports w Australii.
Następnie został dyrektorem Australian Football League, gdzie był odpowiedzialny m.in. za strategię i główne projekty.
8 listopada 2006 zastąpił Johna O’Neilla na stanowisku sekretarza generalnego FFA.